# Olov Hyllienmark

Gustaf Olov Hyllienmark, född 14 juli 1965 och uppväxt i Forshaga, är en svensk översättare. Sedan 1999 är han heltidsöversättare från italienska, engelska, nederländska och norska. Han har skrivit artiklar i nättidskriften Torsdag 1999-2000 och spelat i Författarlandslaget 2005–2007.
Han har också varit fackligt aktiv i Sveriges författarförbund och var mellan 2018 och 2021 ordförande för Översättarsektionen.
2022 fick Olov Hyllienmark pris för Årets översättning 2021 för sin översättning av Obehaget om kvällarna av Marieke Lucas Rijneveld.

## Översättningar (urval)
- Maarten 't Hart: Draken (De vlieger) (översatt tillsammans med Ingrid Wikén Bonde) (Atlantis, 1999)
- Bali Rai: (O)planerat bröllop ((Un)arranged marriage) (Tiden, 2002)
- Niccolò Ammaniti: Jag är inte rädd (Io non ho paura) (Norstedt, 2002)
- Simon Sebag Montefiore: Stalin: den röde tsarens hov (Stalin: the court of the red tsar) (Prisma, 2004)
- John Irving: Tills jag finner dig (Until I find you) (Wahlström & Widstrand, 2006)
- Lloyd Jones: Att tro på Mister Pip (Mister Pip) (Wahlström & Widstrand, 2008)
- Nick Cave: Bunny Munros död (The death of Buddy Munro) (Forum, 2009)
- Antonio Tabucchi: Tiden åldras fort: nio berättelser (Il tempo invecchia in fretta) (Wahlström & Widstrand, 2011)
- Alex Ferguson: Alex Ferguson: min självbiografi (Alex Ferguson) (Forum, 2014)
- Christos Tsiolkas: Barracuda (Barracuda) (Leopard, 2015)
- Morten A. Strøksnes: Havsboken eller Konsten att fånga en jättehaj från en gummibåt på ett stort hav genom fyra årstider  (Havboka, eller Kunsten å fange en kjempehai fra en gummibåt på et stort hav gjennom fire årstider) (Leopard, 2016)
- Jelle Brandt Corstius: Med askan i väskan (As in tas) (Nona, 2017)

## Priser och utmärkelser
- 2022 – Årets översättning 2021 för hans översättning av Marieke Lucas Rijnevelds debutroman Obehaget om kvällarna (Tranan).[4]
- 2023 – Svenska Akademiens översättarpris[5]